# Marcel Albert
Marcel Albert OSB (* 1. Januar 1959 in Berlin) ist Benediktinermönch der Abtei Gerleve.

## Leben
Er studierte Philosophie und katholische Theologie  in Bonn und Paris (Dr. theol. Bonn 1989). Nach der Profess am 5. August 1989 und der Priesterweihe am 3. Juli 1993 lehrte er von 1999 bis 2001 am Pontificio Ateneo Sant’Anselmo. Seine Forschungsschwerpunkte sind mittelalterliche und neuzeitliche Ordens- und Kirchengeschichte.
Im Februar 2024 beteiligte Albert sich an einer Erklärung von 286 Nachkommen der Widerstandskämpfer gegen das NS-Regime und rief dazu auf, „aus der Geschichte zu lernen und die Demokratie zu stärken“.

## Schriften (Auswahl)
- Nuntius Fabio Chigi und die Anfänge des Jansenismus 1639–1651. Ein römischer Diplomat in theologischen Auseinandersetzungen. Freiburg im Breisgau 1988, ISBN 3-451-21215-3.
- Die katholische Kirche in Frankreich in der Vierten und Fünften Republik. Freiburg im Breisgau 1999, ISBN 3-451-26252-5.
- Die Benediktinerabtei Maria Laach und der Nationalsozialismus. Paderborn 2004, ISBN 3-506-70135-5.
- Die Benediktinerabtei Siegburg in der Berichterstattung der Kölner Nuntien (1584–1794). Siegburg 2014, ISBN 978-3-936256-76-5.